# 1998-as labdarúgó-világbajnokság-selejtező
A selejtezők kezdetén 174 nemzet labdarúgó-szövetsége adta le a nevezését az 1998-as labdarúgó világbajnokságra. A selejtezők csoportbeosztását az összes selejtezőzónához 1995. december 12-én készítették el Párizsban, és a 174 ország labdarúgó válogatottja megkezdhette a versengést a 30 darab kiadó világbajnoki indulási jogért (ugyanis Franciaország [mint rendező], és Brazília [mint címvédő] automatikusan kvalifikálták magukat a tornára).
A 32 kiadó hely az alábbi módon oszlott el a selejtezőzónák között:
- Európa (UEFA): 15 hely , Franciaország automatikusan kvalifikálta magát, míg a további 14 helyért 49 ország válogatottja küzdött.
- Dél-Amerika (CONMEBOL): 5 hely, Brazília automatikusan kvalifikálta magát, míg a további 4 helyért 9 ország válogatottja versenyzett.
- Észak-, és Közép-Amerika; illetve a Karibi-térség (CONCACAF): 3 hely, melyért 30 ország válogatottja harcolt.
- Afrika (CAF): 5 hely, melyért 38 ország válogatottja vetélkedett.
- Ázsia (AFC): 3, illetve 4 hely, melyért 36 ország válogatottja küzdött. A plusz egy hely, akkor lehetséges ha az ebből a zónából kikerülő csapat egy Interkontinentális selejtezőn legyőzi az OFC-ből ellenfélül érkező együttest.
- Óceánia (OFC): 0, illetve 1 hely, melyért 10 ország válogatottja harcolt, azaz amelyik válogatott megnyeri ezt a selejtezőzónát az megmérkőzhetett az AFC-ből érkező válogatott ellen a vb-indulási jogért.

168 csapat játszott legalább egy selejtező mérkőzést. A selejtezők során lejátszott 643 mérkőzés során 1992 gól született (ez 2,99-es gól/mérkőzés átlag).

## Selejtezőcsoportok

### Európa (UEFA)
1-es csoport:  Dánia kijutott,  Horvátország pótselejtezőre kényszerült.

2-es csoport:  Anglia kijutott,  Olaszország pótselejtezőre kényszerült.

3-as csoport:  Norvégia kijutott,  Magyarország pótselejtezőre kényszerült. 

4-es csoport:  Ausztria kijutott,  Skócia is kijutott legjobb csoport másodikként.

5-ös csoport:  Bulgária kijutott,  Oroszország pótselejtezőre kényszerült.

6-os csoport:  Spanyolország kijutott,  Jugoszlávia pótselejtezőre kényszerült.

7-es csoport:  Hollandia kijutott,  Belgium pótselejtezőre kényszerült.

8-as csoport:  Románia kijutott,  Írország pótselejtezőre kényszerült.

9-es csoport:  Németország kijutott,  Ukrajna pótselejtezőre kényszerült. 

Pótselejtezők:  Horvátország,  Olaszország,  Belgium és  Jugoszlávia kijutott.  Ukrajna,  Oroszország,  Írország és  Magyarország kiesett.

### Dél-Amerika (CONMEBOL)
Argentína,  Paraguay,  Kolumbia és  Chile kvalifikálta magát.

### Észak- és Közép-Amerika és Karib-térség (CONCACAF)
Mexikó,  Egyesült Államok és  Jamaica kvalifikálta magát.

### Afrika (CAF)
1-es csoport:  Nigéria kijutott.

2-es csoport:  Tunézia kijutott.

3-as csoport:  Dél-afrikai Köztársaság kijutott.

4-es csoport:  Kamerun kijutott.

5-ös csoport:  Marokkó kijutott.

### Ázsia (AFC)
A csoport:  Szaúd-Arábia kijutott,  Irán pótselejtezőre kényszerült a B csoport másodikja ellen.

B csoport:  Dél-Korea kijutott,  Japán pótselejtezőre kényszerült az A csoport másodikja ellen.

Pótselejtező:  Japán kijutott.  Irán kiesett.